# Christine Weber
Christine Weber  (* 1. Dezember 1948 in Zschorlau) ist eine deutsche Politikerin (CDU). Sie war von 1999 bis 2003 zunächst als Gleichstellungs- und später als Gesundheits- und Sozialministerin Mitglied der sächsischen Landesregierung.

## Leben
Weber arbeitete bis 1970 als gelernte Zahnarzthelferin in der Poliklinik Aue, danach bis 1976 als Sachbearbeiterin beim Rat des Kreises Zschopau. Anschließend war sie neun Jahre in Heimarbeit beschäftigt. Ab 1985 war sie Revisorin bei der Sozialversicherung. 1990 wurde sie Dezernentin für Gesundheit und Soziales im Landratsamt Zschopau sowie Stellvertreterin des Landrates.

## Politik
Seit 1991 ist Weber CDU-Mitglied. Von 1994 bis 2003 war sie als Direktkandidatin Mitglied des sächsischen Landtags. Seit 1995 war sie im Landesvorstand der CDU stellvertretende Landesvorsitzende. Im Jahr 1999 wurde sie im Kabinett Biedenkopf Ministerin für Gleichstellung von Frau und Mann. Ab 2002 war sie im Kabinett Milbradt Staatsministerin für Gesundheit und Soziales. Am 18. Juni 2003 trat sie aus gesundheitlichen Gründen von ihrem Amt zurück. Vorangegangen waren Veröffentlichungen über unrechtmäßig erhaltene Fluthilfe-Gelder für ihr privates Haus in Zschopau nach der Jahrhundertflut im August 2002, die sie nach Bekanntwerden der Affäre jedoch zurückzahlte.